# Кисаи
Кисаи́ Марвази́ (перс. کسایی مروزی‎; род. 16 марта 953, Мерв — после 1000 года) — персидский поэт второй половины X века, писавший на персидском и арабском языках. Поэту покровительствовали представители династий Саманидов и Газневидов, которым он посвятил панегирики. Также Кисаи является автором стихов на религиозную тематику, в которых нашло отражение его приверженность шиизму. Большая часть его сочинений была утеряна, сохранились лишь отрывки в виде цитат в работах более поздних авторов.

## Имя
Али Бахарзи в своём труде «Думйат аль-каср» упомянул полное имя Кисаи — Абу-ль-Хасан Маджд ад-Дин Али ибн Мухаммед (перс. مجدالدین ابوالحسن على بن محمد‎). Некоторые поздние источники называют другую кунью — Абу Исхак. Титул «Хаким», который с почтением добавляли к его имени, свидетельствует о его репутации как мудрого поэта. Ауфи толковал его прозвище Кисаи как отсылку к аскетическому образу жизни поэта. Также псевдоним может указывать на ремесло портного (араб. كساء‎, киса́ — «одежда»).

## Биография
Вероятнее всего Кисаи был родом из Мерва, где и прожил большую часть своей жизни. Биографическая информация о нём практически отсутствует, но дату рождения можно установить благодаря строке из его поэмы, в которой он сообщает, что родился 27 шавваля 341 года по хиджре (то есть 16 марта 953 года). В той же самой поэме он сообщает, что достиг 50-летнего возраста. Точная дата смерти поэта неизвестна, но некоторые современные исследователи считают, что он умер вскоре после 1000 года.
Поэт жил во времена политической нестабильности в Хорасане. Государство Саманидов распадалось на части, в то время как Газневиды набирали мощь. Кисаи, по-видимому, пользовался поддержкой у представителей обеих династий. Сузани Самарканди намекал на то, что ему покровительствовал Абу-ль-Хусейн Убайдуллах Утби — визирь саманида Нуха ибн Мансура. Ауфи же цитирует строки Кисаи, в которых он с похвалой отзывается о Махмуде Газневи. Большую часть своей литературной карьеры поэт посвятил сочинению панегириков сильным мира сего, о чём сожалел в последние годы своей жизни.

## Литературное наследие
Сборник сочинений Кисаи (диван) пользовался большим уважением и был в сохранности до середины XII века, но впоследствии был утерян. Лишь некоторые его цельные стихотворения дошли до наших дней. Остальная его поэзия сохранилась в виде отрывков и цитат, благодаря интересу со стороны лексикографов (Асади Туси, «Лугат аль-фурс») и антологистов (Ауфи). Также Кисаи несколько раз цитировал персидский ритор Мухаммед Радуяни.
Первое издание сборника поэзии Кисаи (Hermann Éthé), подготовленное на основе ряда биографических антологий (тазкират), ныне представляется устаревшим. Новое издание было подготовлено Али-Акбаром Деххода, Мухаммедом Дабирсияки и Мухаммед-Амином Рияхи.
Не так давно были обнаружены два стихотворения Кисаи на религиозную тему. Первое было посвящено памяти мучеников Кербелы и содержалось в приложении к антологии «Хуласат аль-аш‘ар», составленной Таки ад-Дином Каши в период между 1585—1607 годами. Второе стихотворение — касыда, посвящённая Али ибн Абу Талибу, была обнаружена в рукописи, хранящейся в музее дворца Топкапы в Стамбуле.
Кисаи был религиозным поэтом. Как отмечал Ауфи, большая часть его стихотворений была посвящена аскезе (зухд), проповеди (ва‘з) и достоинствам Ахль аль-Байт (семейство Мухаммеда). Исмаилитский поэт Насир Хосров в ряде своих касыд ссылается на Кисаи как на уважаемого предшественника, которого он превзошёл. Принадлежность Кисаи к определённой ветви шиизма является предметом споров. Абд аль-Джалил Казвини Рази утверждал, что поэт был шиитом-двунадесятником (имамитом), но, скорее всего, Кисаи исповедовал исмаилизм (мнение М. Муина и С. Нафиси).

گل نعمتی است هدیه‌فرستاده از بهشت

مردم کریم‌تر شود اندر نعیم گل

ای گل‌فروش، گل چه فروشی به‌جای سیم؟

وز گل عزیزتر چه ستانی به سیم گل؟
Роза дар прекрасный рая, миру посланный на благо,

Станет сердцем благородней тот, кто розу в дом принёс.

Продавец, зачем на деньги обменять ты хочешь розу?

Что дороже розы купишь ты на выручку от роз?